# ひしお丼
ひしお丼（ひしおどん）は、香川県小豆郡の小豆島で販売されているご当地グルメの丼である。

## 概要
小豆島町商工会とじゃらんが共同開発した新しいご当地丼料理である。
料理の決まりごとは下記の通りである。
- 小豆島醤の郷（ひしおのさと）で作った醤油やもろみを使うこと。
- 小豆島の魚介、野菜や地元の素を使うこと。
- 箸休めはオリーブかつくだ煮を使うこと。